# 江宁郡
江宁郡是唐朝时设置的郡，在今江苏省和安徽省境内。
至德二载（757年），以润州的江宁县置。治所在江宁县（今江苏省南京市江宁区）。辖境相当今江苏省南京市、句容市、溧阳市等市县及安徽省当涂县地。属江南东道。上元二年（761年）废，同年，改江宁县为上元县。光启三年（887年）以上元、句容、溧水、溧阳四县设置升州。